# Abdelmalek Rahou
Abdelmalek Rahou (arabisch عبد المالك رحو; * 17. März 1986) ist ein algerischer Boxer im Mittelgewicht.

## Boxkarriere
Er gewann 2010 die Bronzemedaille bei den World Combat Games in Peking, sowie 2011 jeweils die Goldmedaille bei den Arabischen Meisterschaften in Doha und den Afrikanischen Meisterschaften in Yaoundé. Daraufhin wurde er zur Afrikanischen Olympiaqualifikation in Casablanca zugelassen, wo er den dritten Platz erkämpfte und sich somit für die Olympischen Sommerspiele 2012 in London qualifiziert hatte. Dort besiegte er in der Vorrunde den Australier Jesse Ross, schied jedoch anschließend im Achtelfinale gegen den Japaner und späteren Olympiasieger Ryōta Murata aus.
Im Oktober 2013 startete er bei den Weltmeisterschaften in Almaty, unterlag dort jedoch in der zweiten Vorrunde gegen Anthony Fowler aus England.